# Vít Reichl
Vít Reichl (* 15. Juni 1993 in Chrudim) ist ein tschechischer Handballspieler.

## Karriere
Reichl spielte in Tschechien für Dukla Prag. 2022 wechselte er zum deutschen Zweitligisten TV Hüttenberg.
Reichl steht im Kader der tschechischen Nationalmannschaft. Er nahm an der Europameisterschaft 2022 teil. Er stand im Kader für die Europameisterschaft 2024 und belegte mit Tschechien den 15. Platz. Bei der Weltmeisterschaft 2025 warf er vier Tore in sechs Spielen und kam mit der Auswahl auf den 19. Rang.